# Escavadodon zygus
L'escavadodonte (Escavadodon zygus) è un mammifero estinto, appartenente ai paleanodonti. Visse nel Paleocene inferiore (circa 63-61 milioni di anni fa) e i suoi resti fossili sono stati ritrovati in Nordamerica (Nuovo Messico).

## Descrizione
Questo animale era di taglia simile a un odierno cane della prateria (gen. Cynomys). Il suo scheletro postcranico era molto simile a quello di animali successivi come Metacheiromys, ma le caratteristiche da animale scavatore erano meno sviluppate. La dentatura era primitiva, con grandi canini e sette denti postcanini per ogni ramo mandibolare, compresi molari tritubercolari e premolari posteriori molarizzati, simili a quelli dei leptictidi.

## Classificazione
Escavadodon zygus venne descritto per la prima volta nel 2000, sulla base di uno scheletro rinvenuto nel bacino di San Juan in Nuovo Messico. Questo animale è considerato il più antico e primitivo tra i paleanodonti, un gruppo di mammiferi tipici del Paleogene dalle abitudini fossorie. A causa delle caratteristiche primitive, Escavadodon è stato posto in una famiglia a sé stante (Escavadodontidae). Le somiglianze di questa forma con i leptictidi hanno portato gli studiosi a ritenere che i paleanodonti possano essere derivati (o essere imparentati alla lontana) con questi animali.